# Trichostachys
Trichostachys là một chi thực vật có hoa trong họ Thiến thảo (Rubiaceae).

## Loài
Chi Trichostachys gồm các loài: